# جوزيف بويي
جوزيف بويي (بالإنجليزية: Joseph Bowie)‏ هو عازف جاز ومغني وملحن أمريكي، ولد في 17 أكتوبر 1953 في سانت لويس في الولايات المتحدة.

## وصلات خارجية
- جوزيف بويي على موقع ميوزك برينز (الإنجليزية)
- جوزيف بويي على موقع ميوزك برينز (الإنجليزية)
- جوزيف بويي على موقع أول ميوزيك (الإنجليزية)
- جوزيف بويي على موقع ديسكوغز (الإنجليزية)